# Lura (torrente)
Il Lura (la Lüra in lingua lombarda) è un torrente della Lombardia che nasce presso il confine italo-svizzero, nel comune di Uggiate con Ronago, a un'altitudine di circa 400 m. Il Lura ha una lunghezza totale di 46,2 km e un bacino idrografico di 120 km²,  ed è oggi il maggior affluente del fiume Olona. La valle del torrente Lura è tutelata e valorizzata dal Parco Sorgenti del torrente Lura e dal Parco del Lura, entrambi parchi locali di interesse sovracomunale.

## Etimologia
L'antico nome del Lura era Luira, che forse derivava dal nome proprio di persona antico Lurius. Altra ipotesi vuole che l'etimologia del nome del torrente sia comune ad altri toponimi chiamati Lora (a Como, Campegine, e Trivero), il cui nome significa "luogo nel fiume, dove c'è una buca nel fondo e l'acqua assai bassa", caratteristiche, tra l'altro, dell'alto corso del Lura.

## Storia
Il corso del Lura nella parte più vicina a Milano è stato interessato nei secoli da numerosi interventi antropici di diverso tipo per rispondere alle diverse esigenze della crescente Milano, sia per concorrere all'approvvigionamento idrico della grande città sia per garantire la sua sicurezza idraulica. Oggi come sopra detto sfocia nel fiume Olona all'altezza di Rho.
Alcuni storici sostengono che originariamente il Lura non fosse un affluente dell'Olona ma del Bozzente e che questo avesse un suo alveo autonomo sino a Milano confluendo poi nel Merlata.

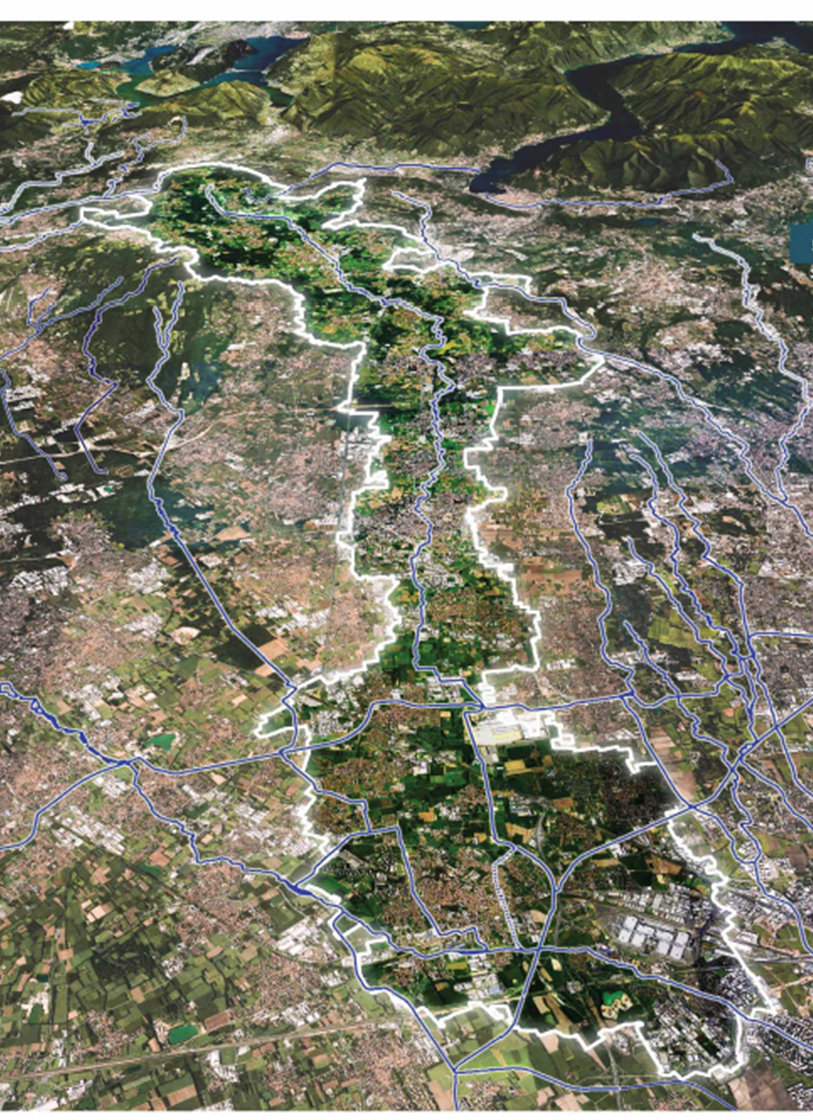
Sottobacino Valle del torrente lura

## Comuni attraversati
I comuni attraversati dal Lura sono
 Provincia di Como
- Uggiate con Ronago
- Albiolo
- Faloppio
- Colverde
- Olgiate Comasco
- Lurate Caccivio
- Bulgarograsso
- Fino Mornasco
- Guanzate
- Cadorago
- Lomazzo
- Bregnano
- Rovellasca
- Rovello Porro

 Provincia di Varese
- Saronno
- Caronno Pertusella

 Città metropolitana di Milano
- Lainate
- Garbagnate Milanese
- Arese (sconfina nel territorio comunale per pochi metri)
- Rho

## Geografia e qualità delle acque

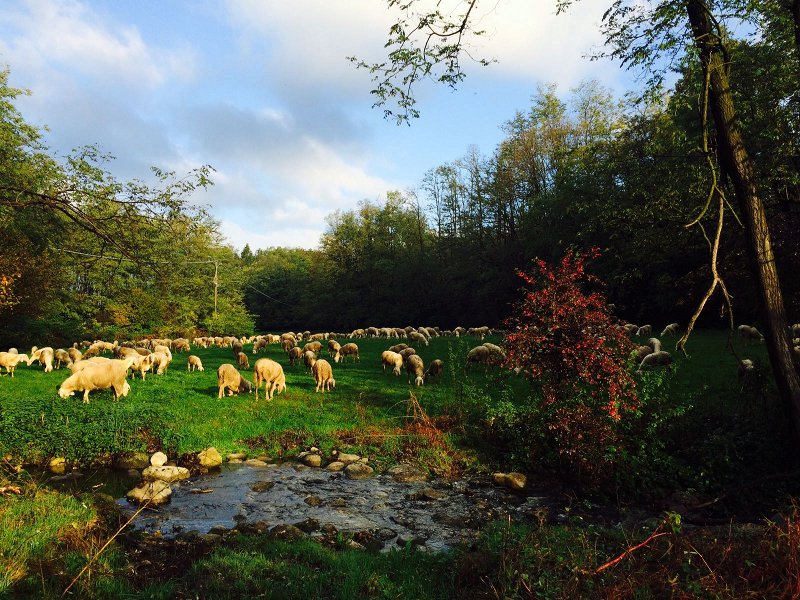
Torrente Livescia, affluente del torrente Lura

La gestione di un fiume è materia molto complessa e chiama in causa disparate funzioni e competenze, che in passato hanno faticato a lavorare in coordinamento fra loro, sicché Regione Lombardia ha proposto, prima fra tutte in Italia, di sottoscrivere un contratto che contenesse gli obiettivi di riqualificazione e gli impegni di ciascuno. Questo contratto raccoglie quindi tutti i progetti messi in campo, le risorse economiche disponibili e traccia un percorso per conseguire nel tempo il miglioramento di tutto il bacino: il Contratto di Fiume - Contratto di Fiume Olona Bozzente Lura.
Il torrente Lura, che attraversa le province di Como, di Varese e di Milano e confluisce nell'Olona a Rho, fa parte del Bacino del Po ed è emblematico per i complessi problemi di inquinamento e di variabilità delle portate idriche in un ambito fortememente antropizzato. Il Progetto Strategico di Sottobacino del Torrente Lura Archiviato il 6 febbraio 2017 in Internet Archive. costituisce un Piano di Azione portato come esempio di riferimento a livello nazionale.

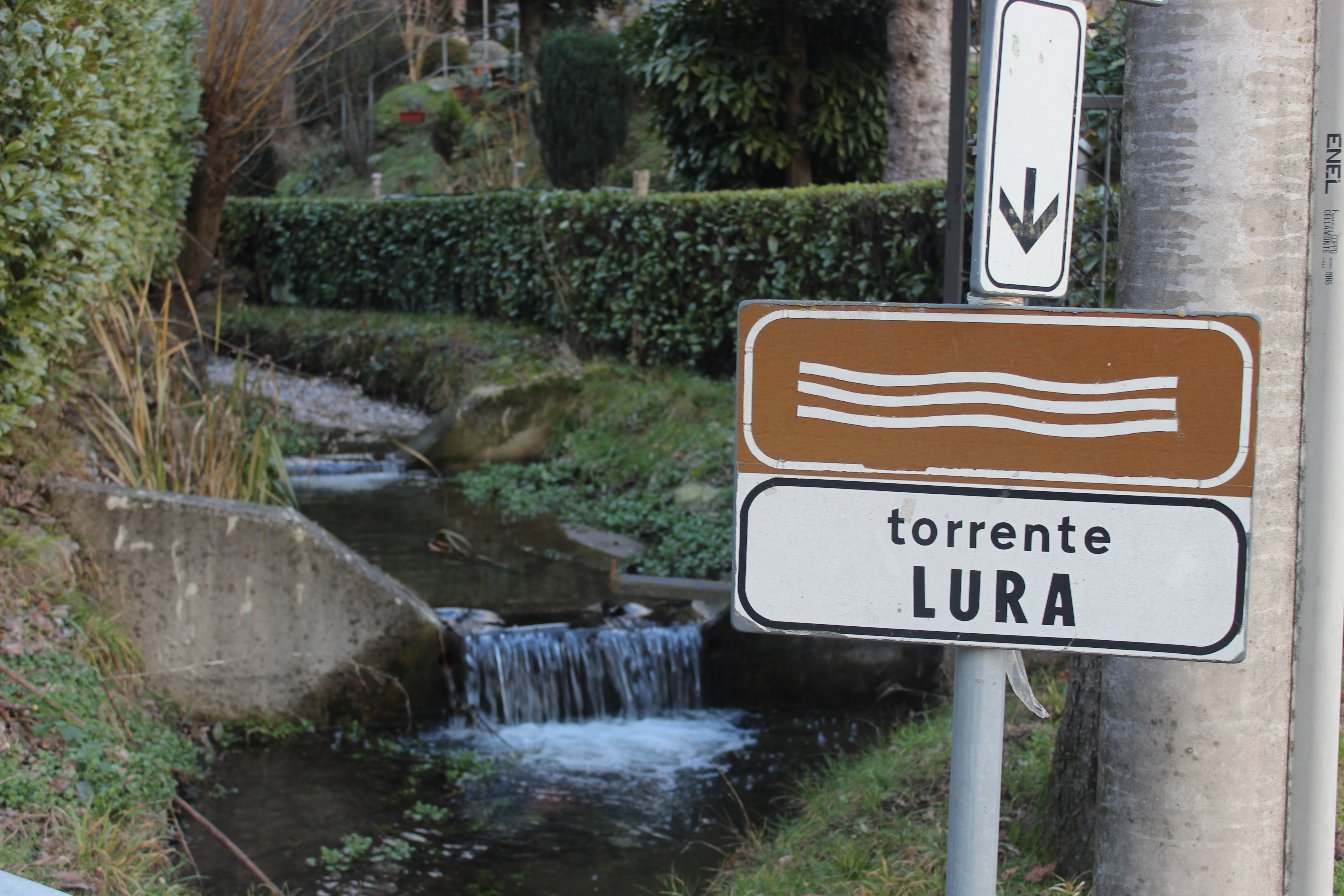
Il torrente Lura a Uggiate

Nello specifico, il corso della Lura può essere suddiviso in tratti caratterizzati da condizioni molto diverse tra loro.
Nel tratto iniziale da Uggiate con Ronago a Olgiate Comasco, la Lura e i suoi affluenti (in particolare la Lura di Albiolo e il torrente Livescia) sono caratterizzati da buona naturalità e da portate quasi sempre presenti, con una portata media in tempo secco di circa 0,100 m³/s, tranne che nei periodi di più scarsa piovosità. Nelle piccole rogge che vanno a formare la Lura di Albiolo è ancora possibile rinvenire il gambero di fiume. In generale, le comunità di invertebrati e l'ittiofauna sono, in questa zona, ricche e ben strutturate.
Tra Olgiate Comasco e Lurate Caccivio, nella zona dove il torrente scende dalle colline moreniche nella pianura, la maggior parte dell'acqua presente in alveo s'infiltra nel sottosuolo, lasciando l'alveo in secca per lunghi periodi nel tratto compreso nei comuni di Lurate Caccivio e Bulgarograsso. Tale fenomeno si è aggravato negli ultimi anni, sia a causa del mutamento climatico, sia perché le aree dove erano presenti numerose torbiere e prati umidi, che avevano una grande capacità di trattenere le piogge più intense, sono state urbanizzate anche in anni recentissimi. Questi ambienti di sorgente sono quindi oggi parzialmente incapaci di trattenere l’acqua e restituirla lentamente.
Da Guanzate in poi, invece, le condizioni cambiano radicalmente. Il torrente riceve gli effluenti di vari impianti di depurazione: a Bulgarograsso, a Fino Mornasco nell'affluente Livescia e, molto più a valle, a Caronno Pertusella. Essi, da un lato, garantiscono portate sempre presenti in alveo ma, dall'altro, anche a causa dello scarso o nullo potere diluente delle portate naturali, sono causa di profonde alterazioni delle caratteristiche chimico-fisiche delle acque e, di conseguenza, nelle biocenosi acquatiche. Le acque, da Guanzate in poi, sono influenzate in particolare dallo scarico del depuratore gestito da Alto Lura srl in Comune di Bulgarograsso e da quello gestito da Lariana Depur spa in Comune di Fino Mornasco. I descrittori chimico-fisici denotano una situazione di forte compromissione (specie durante le piene quando si attivano gli sfioratori delle reti fognarie).
La Valle del Torrente Lura, tra Guanzate e Saronno, è molto incisa e l’acqua riesce a rimanere nel proprio alveo, o al massimo a spagliare in alcuni prati e boschi. L'ittiofauna è presente con radi esemplari di vairone, mentre le comunità di invertebrati bentonici sono semplificate e costituite unicamente da taxa tolleranti dell'inquinamento.

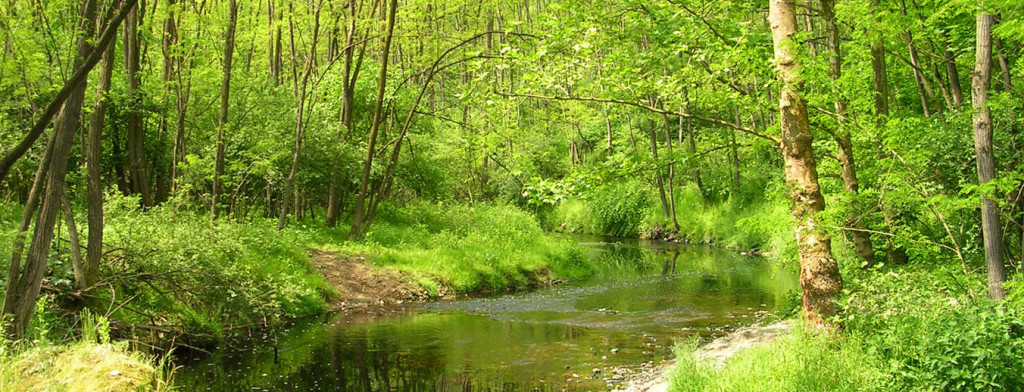
Valle del torrente Lura

A Saronno il Lura scorre fra due stretti muri ed è in parte coperto. Basta poca acqua in eccesso alla capacità di deflusso dell'alveo artificiale che tutta la parte bassa della città viene sommersa, soprattutto nella zona dell’Ospedale. Tra Saronno e il Canale Villoresi il Lura è sostanzialmente a piano campagna, con una larghezza di alveo assai modesta. Attraversa le aree industriali di Caronno Pertusella e Lainate, con ponti e strettoie di ogni tipo. Per questo, in caso di piena, allaga le campagne circostanti, specie verso Lainate, e molte aree industriali e residenziali. La portata, in tempo asciutto in chiusura di bacino, è di circa 0,800 m³/s, in massima parte derivanti dallo scarico dell'impianto di depurazione Lura Ambiente spa, a Caronno Pertusella.
Tra il Canale Villoresi e l'Autostrada dei Laghi A8, il torrente Lura è stato recentemente risagomato grazie all’intervento di riqualificazione dell'area Ex Alfa Romeo tra Lainate, Arese, Rho e Garbagnate Milanese; l'intervento rappresenta un interessante esempio di riqualificazione da canale a fiume. Il progetto di sistemazione delle aree dismesse Ex Alfa Romeo prevede per le nuove opere “l’invarianza idraulica”, ovvero il totale annullamento di apporti idrici di pioggia al torrente.
Giunto a Rho, il Lura attraversa la periferia orientale della città, progressivamente costretto in ambiti via via minori e di dimensione variabile, parte fra muri spondali, parte interrati; a circa metà del percorso urbano, in centro a Rho, è posta Ia derivazione verso il Canale Scolmatore Nord Ovest (CSNO) che sposta le acque in Ticino, e successivamente confluisce nell'Olona, nei pressi del quartiere San Michele.
Dal 2014 è stata avviata la progettazione della Ciclovia Olona Lura, un itinerario cicloturistico di 165 km, metà lungo il fiume Olona e metà lungo il torrente Lura (facente parte dello stesso bacino idrografico). Questa infrastruttura leggera metterebbe in connessione tutti i Parchi locali di interesse sovracomunale presenti lungo il bacino. Inoltre l'itinerario cicloturistico lungo la Valle del torrente Lura è parte dell'itinerario EuroVelo 5.

## Affluenti
Quasi tutti gli affluenti del Lura sono caratterizzati da una portata estremamente torrentizia, a cui si alternano periodi di magra e periodi di piena. Alcuni, come la roggia Murella, presentano periodi di secca quasi assoluta e periodi di inondazioni. Il torrente Livescia è il principale affluente del Lura e interessa i seguenti Comuni in Provincia di Como: Cassina Rizzardi, Luisago, Fino Mornasco e Cadorago.
- Riale
- Fossato
- Livescia
- Roggia Murella